# نوبي ستايلس
نوبي ستايلس (بالإنجليزية: Nobby Stiles)‏، من مواليد 18 مايو 1942، لاعب كرة قدم إنجليزي سابق، ومدرب كرة قدم إنجليزي سابق.
لعب مع منتخب إنجلترا لكرة القدم.

## مسيرته الكروية
لعب نوبي ستايلس خلال مسيرته الاحترافية مع 3 أندية في خمسة عشر موسمًا وسجل خلالها 20 هدف ضمن 414 مباراة. حيث فاز في موسم واحد بالكأس وفي موسمين بالدوري.
خاض نوبي ستايلس مسيرته مع نادي مانشستر يونايتد في موسم 1960–61 ليلعب معه أحد عشر موسمًا، مشاركًا في 311 مباراة سجل خلالها 17 هدفًا. ثم انتقل إلى نادي ميدلزبره في موسم 1971–72 ولمدة موسمين، حيث شارك في 57 مباراة سجل خلالها هدفين. لينتقل بعدها إلى نادي بريستون نورث إيند في موسم 1973–74 ولمدة موسمين، مشاركًا في 46 مباراة سجل خلالها هدفًا واحدًا.

## روابط خارجية
- نوبي ستايلس على موقع الاتحاد الدولي (مؤرشف)  (الإنجليزية)
- نوبي ستايلس على موقع الاتحاد الأوربي (الإنجليزية)
- نوبي ستايلس على موقع قاعدة بيانات كرة القدم.إي يو (الإنجليزية)
- نوبي ستايلس على موقع ناشيونال فوتبول تيمز (الإنجليزية)